# Nicolas-Joseph Cugnot

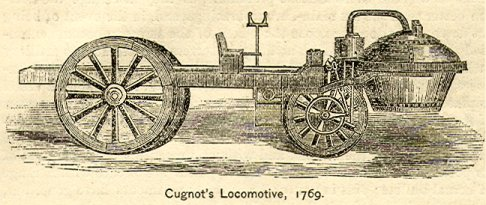
Cugnots stoomwagen van 1769

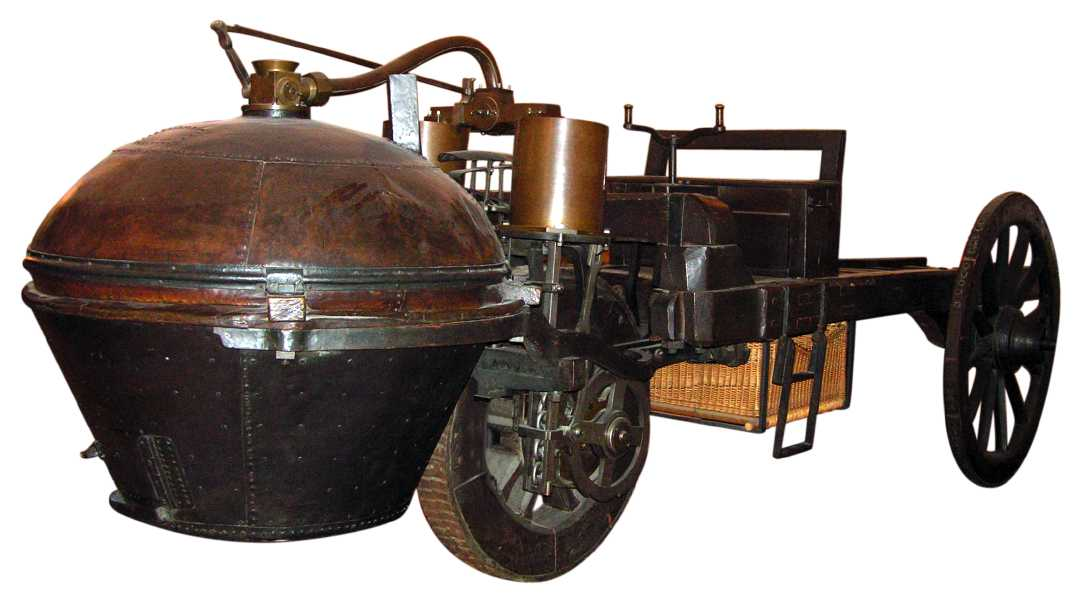
Cugnots stoomwagen van 1771

Nicolas-Joseph Cugnot, (Void-Vacon, 26 februari 1725 – Parijs, 7 oktober 1804) was een Franse uitvinder en kan worden beschouwd als de uitvinder van het eerste voertuig dat zichzelf kon voortbewegen. De op een stoommachine gebaseerde auto ontwikkelde hij in 1769. Het jaar daarop bouwde hij een verbeterde versie. Het zware voertuig had twee wielen aan de achterzijde en een aan de voorzijde. In 1771 veroorzaakte hij het eerste gemotoriseerde verkeersongeluk door tegen een stenen muur aan te rijden. Na het ongeval, en vanwege financiële problemen, stopte hij met verdere ontwikkelingen. Zijn uitvinding werd verder verbeterd door Richard Trevithick.